# Ryssjeholmen
Ryssjeholmen är en ö i Finland. Den ligger i Finska viken och i kommunen Esbo i den ekonomiska regionen  Helsingfors i landskapet Nyland, i den södra delen av landet. Ön ligger omkring 13 kilometer väster om Helsingfors.
Öns area är 5,9 hektar och dess största längd är 0,6 kilometer i sydväst-nordöstlig riktning.